# Зуев, Леонид Викторович
Леони́д Ви́кторович Зу́ев (12 января 1991 года, село Краснотуранск, Красноярский край) — российский футболист, полузащитник. Воспитанник новосибирской «Сибири», в составе которой сыграл в Российской премьер-лиге.

## Биография

### Начало карьеры и дебют в первой лиге
В 2006 году стал лучшим игроком международного юношеского турнира на призы федерации футбола Новосибирской области. «Сибирь», за которую играл Зуев, стала победителем турнира, обыграв в финале юношей из амстердамского «Аякса» (1:0).

Профессиональную карьеру начал в 2008 году в клубе «Сибирь-2». Молодой футболист сразу стал основным игроком новосибирского фарм-клуба и одним из самых ярких — в зоне «Восток» второго дивизиона чемпионата России. Спортивный портал Sports.ru так писал о Зуеве в 2009 году:
— Нападающий 1991 года рождения часто атаковал вторым темпом, а иногда даже с фланга. Удивительно, но уже в таком возрасте Зуев демонстрировал зрелую и стабильную игру — и заслуженно получил приглашение на сбор от Игоря Криушенко, нового главного тренера «Сибири». Если тинейджер будет прогрессировать теми же темпами, страна может получить второго Дзагоева. Не больше и не меньше.
В 2009 году дебютировал в основном составе «Сибири». Зуев вышел в стартовом составе на матч шестого тура первого дивизиона с белгородским «Салютом-Энергией». Футболист провёл на поле 53 минуты и был заменён, а игра завершилась нулевой ничьей.

### Дебют в РФПЛ
В Премьер-лиге дебютировал 8 августа 2010 года в матче «Сибирь» — «Сатурн». Зуев провёл на поле 78 минут, а новосибирская команда уступила со счётом 0:1. После игры молодой футболист прокомментировал свой дебют в РФПЛ:
— Я так и настраивался, что будет очень тяжело. Все-таки это был первый матч для меня на таком серьезном уровне. Терпел. Я думаю, что игру не провалил, не потерялся на поле. Мне дали отдохнуть, я не играл за дубль накануне, тренер сказал мне, что выйду на поле сегодня. Я настраивался.
В молодёжном чемпионате России 2010 года сыграл 25 матчей, забив шесть мячей. После вылета «Сибири» в ФНЛ Зуев до 2012 года играл в дублирующем составе команды.

### После «Сибири»
В 2012 году стал игроком любительского футбольного клуба «Реставрация» из Красноярска. Однако в том же сезоне вернулся в Новосибирск, где сыграл шесть матчей за основную команду «Сибири».
В 2013 году перешёл в «Читу», играющую в Профессиональной футбольной лиге. За три сезона в читинском клубе сыграл 61 матч, в котором забил восемь мячей.
В 2016 году вернулся в красноярскую «Реставрацию», сменившую название на «Рассвет-Реставрацию». Цвета этой команды Зуев защищает до сих пор. Примечательно, что в «Рассвет-Реставрации» выступает вратарь Максим Елисеев, с которым Зуев играл в молодёжном составе «Сибири».
2018—2019 гг. Спартак «Железногорск». Чемпионат Красноярского края, кубок Красноярского края